# Соледар
Соледар (укр. Соледар) градић је у Украјини, у Доњецкој области. Према процени из 2015. у месту је живело 11.400 становника.

## Историја
Место се раније звало Карло-Либкнехтовск (укр. Карло-Лібкнехтівськ) у периоду 1965—1991. Током руске инвазије на Украјину, Соледар се нашао под артиљеријским и ракетним нападима руских снага. Од 12. јануара 2023, руске снаге су преузеле контролу над Соледаром.

## Становништво
Према процени, у граду је 2012. живело 11.799 становника.
| 1979.  | 1989.  | 2001.  | 2012.  |
| ------ | ------ | ------ | ------ |
| 13.630 | 12.305 | 13.151 | 11.799 |